# Osteochilus intermedius
Osteochilus intermedius is een straalvinnige vissensoort uit de familie van de eigenlijke karpers (Cyprinidae). De wetenschappelijke naam van de soort is voor het eerst geldig gepubliceerd in 1916 door Weber & de Beaufort.